# Morelia
Morelia từ 1545 đến 1828 được gọi là Valladolid) là một thành phố và đô thị ở phía bắc trung bộ của bang Michoacán, México. Thành phố nằm trong Thung lũng Guayangareo và là thủ đô và thành phố lớn nhất của tiểu bang. Các nền văn hóa tiền gốc Tây Ban Nha chính ở đây là Purépecha và Matlatzinca, nhưng không có thành phố lớn nào được thành lập trong thung lũng trong thời gian này. Người Tây Ban Nha nắm quyền kiểm soát khu vực này vào những năm 1520. Người Tây Ban Nha dưới thời Viceroy Antonio de Mendoza đã thành lập một khu định cư ở đây vào năm 1541 với tên là Valladolid, trở thành đối thủ của thành phố Pátzcuaro gần đó để thống trị ở Michoacán. Năm 1580, cuộc cạnh tranh này đã kết thúc trong sự ủng hộ của Valladolid và nó trở thành thủ đô của tỉnh thuộc địa. Sau chiến tranh giành độc lập ở Mexico, thành phố được đổi tên thành Morelia để vinh danh ông Jose María Morelos, người được ca ngợi từ thành phố. Năm 1991, thành phố được tuyên bố là Di sản Thế giới của UNESCO với các tòa nhà thuộc địa được bảo tồn tốt và bố trí của trung tâm lịch sử. 
Năm 2005, dân số của đô thị này là 684145 người.

## Khí hậu
| Dữ liệu khí hậu của Morelia (1951–2010)                    | Dữ liệu khí hậu của Morelia (1951–2010) | Dữ liệu khí hậu của Morelia (1951–2010) | Dữ liệu khí hậu của Morelia (1951–2010) | Dữ liệu khí hậu của Morelia (1951–2010) | Dữ liệu khí hậu của Morelia (1951–2010) | Dữ liệu khí hậu của Morelia (1951–2010) | Dữ liệu khí hậu của Morelia (1951–2010) | Dữ liệu khí hậu của Morelia (1951–2010) | Dữ liệu khí hậu của Morelia (1951–2010) | Dữ liệu khí hậu của Morelia (1951–2010) | Dữ liệu khí hậu của Morelia (1951–2010) | Dữ liệu khí hậu của Morelia (1951–2010) | Dữ liệu khí hậu của Morelia (1951–2010) |
| Tháng                                                      | 1                                       | 2                                       | 3                                       | 4                                       | 5                                       | 6                                       | 7                                       | 8                                       | 9                                       | 10                                      | 11                                      | 12                                      | Năm                                     |
| ---------------------------------------------------------- | --------------------------------------- | --------------------------------------- | --------------------------------------- | --------------------------------------- | --------------------------------------- | --------------------------------------- | --------------------------------------- | --------------------------------------- | --------------------------------------- | --------------------------------------- | --------------------------------------- | --------------------------------------- | --------------------------------------- |
| Cao kỉ lục °C (°F)                                         | 35.0 (95.0)                             | 33.0 (91.4)                             | 39.0 (102.2)                            | 36.5 (97.7)                             | 38.0 (100.4)                            | 38.5 (101.3)                            | 36.5 (97.7)                             | 35.5 (95.9)                             | 35.8 (96.4)                             | 36.0 (96.8)                             | 38.3 (100.9)                            | 35.0 (95.0)                             | 38.5 (101.3)                            |
| Trung bình ngày tối đa °C (°F)                             | 23.8 (74.8)                             | 25.6 (78.1)                             | 27.9 (82.2)                             | 30.0 (86.0)                             | 30.6 (87.1)                             | 28.4 (83.1)                             | 26.1 (79.0)                             | 26.0 (78.8)                             | 25.5 (77.9)                             | 25.5 (77.9)                             | 25.3 (77.5)                             | 24.2 (75.6)                             | 26.6 (79.9)                             |
| Trung bình ngày °C (°F)                                    | 14.5 (58.1)                             | 15.8 (60.4)                             | 18.1 (64.6)                             | 20.3 (68.5)                             | 21.5 (70.7)                             | 20.9 (69.6)                             | 19.4 (66.9)                             | 19.4 (66.9)                             | 19.1 (66.4)                             | 18.0 (64.4)                             | 16.5 (61.7)                             | 15.0 (59.0)                             | 18.2 (64.8)                             |
| Tối thiểu trung bình ngày °C (°F)                          | 5.2 (41.4)                              | 6.1 (43.0)                              | 8.4 (47.1)                              | 10.6 (51.1)                             | 12.5 (54.5)                             | 13.4 (56.1)                             | 12.8 (55.0)                             | 12.9 (55.2)                             | 12.7 (54.9)                             | 10.5 (50.9)                             | 7.8 (46.0)                              | 5.9 (42.6)                              | 9.9 (49.8)                              |
| Thấp kỉ lục °C (°F)                                        | −4.4 (24.1)                             | −3.0 (26.6)                             | 0.2 (32.4)                              | 1.7 (35.1)                              | 4.6 (40.3)                              | 3.0 (37.4)                              | 3.9 (39.0)                              | 6.0 (42.8)                              | 5.0 (41.0)                              | 0.0 (32.0)                              | −1.1 (30.0)                             | −4.4 (24.1)                             | −4.4 (24.1)                             |
| Lượng Giáng thủy trung bình mm (inches)                    | 18.8 (0.74)                             | 9.3 (0.37)                              | 9.8 (0.39)                              | 14.2 (0.56)                             | 46.3 (1.82)                             | 141.7 (5.58)                            | 183.0 (7.20)                            | 166.8 (6.57)                            | 140.6 (5.54)                            | 55.4 (2.18)                             | 12.1 (0.48)                             | 5.6 (0.22)                              | 803.6 (31.64)                           |
| Số ngày giáng thủy trung bình (≥ 0.1 mm)                   | 2.7                                     | 1.8                                     | 1.9                                     | 3.1                                     | 7.9                                     | 17.4                                    | 22.2                                    | 21.5                                    | 17.6                                    | 8.8                                     | 2.7                                     | 1.9                                     | 109.5                                   |
| Độ ẩm tương đối trung bình (%)                             | 56                                      | 52                                      | 46                                      | 43                                      | 48                                      | 62                                      | 68                                      | 69                                      | 69                                      | 66                                      | 62                                      | 59                                      | 58                                      |
| Số giờ nắng trung bình tháng                               | 183.9                                   | 194.4                                   | 211.9                                   | 206.5                                   | 186.0                                   | 156.2                                   | 138.3                                   | 159.4                                   | 152.2                                   | 186.4                                   | 190.3                                   | 168.0                                   | 2.133,5                                 |
| Nguồn 1: Servicio Meteorologico Nacional (độ ẩm 1981–2000) |                                         |                                         |                                         |                                         |                                         |                                         |                                         |                                         |                                         |                                         |                                         |                                         |                                         |
| Nguồn 2: NOAA (nắng 1961–1990)                             |                                         |                                         |                                         |                                         |                                         |                                         |                                         |                                         |                                         |                                         |                                         |                                         |                                         |